# Trigonopoma
Trigonopoma è un genere di piccoli pesci d'acqua dolce appartenenti alla famiglia Cyprinidae, sottofamiglia Rasborinae.

## Distribuzione e habitat
Sud-Est Asiatico.

## Descrizione
Entrambe le specie sono molto simili e di piccola taglia.

## Comportamento
Le due specie sono pacifiche e di branco formando gruppi dai sette esemplari in su.

## Riproduzione
Durante il periodo della riproduzione le coppie si isolano dal branco iniziando i giochi amorosi. La fecondazione è esterna e le uova vengono disperse in acqua e tra le piante. Non vengono praticate cure parentali.

## Acquariofilia
Entrambe le specie vengono allevate e riprodotte in acquario.

## Specie
- Trigonopoma gracile
- Trigonopoma pauciperforatum